# Baso jacobsoni
Genre
Espèce
Baso jacobsoni, unique représentant du genre Baso, est une espèce d'opilions laniatores de la famille des Podoctidae.

## Distribution
Cette espèce est endémique de Sumatra en Indonésie. Elle se rencontre vers Baso.

## Description
Le syntype mesure 3,5 mm.

## Étymologie
Cette espèce est nommée en l'honneur d'Edward Jacobson.

## Publication originale
- Roewer, 1923 : Die Weberknechte der Erde. Systematische Bearbeitung der bisher bekannten Opiliones. Gustav Fischer, Jena, p. 1-1116 (texte intégral).